# جرالد اوکامورا
جرالد اوکامورا (انگلیسی: Gerald Okamura؛ زادهٔ ۱۹۴۰) بازیگر، رزمی‌کار و بدل‌کار اهل ایالات متحده آمریکا است.
از فیلم‌ها یا برنامه‌های تلویزیونی که وی در آن نقش داشته‌است، می‌توان به جی.آی. جو: ظهور کبرا، مشکل بزرگ در چین کوچک، مبارزه نهایی در توکیوی کوچک، سایه، زبر و زرنگ‌ها! قسمت دوم و تیغه اشاره کرد.